# برودتس (ناحیه لوونی)
برودتس (به چکی: Brodec) یک منطقهٔ مسکونی در جمهوری چک است که در ناحیه لوونی واقع شده‌است. برودتس ۲٫۸۴ کیلومتر مربع مساحت و ۷۱ نفر جمعیت دارد و ۲۸۵ متر بالاتر از سطح دریا واقع شده‌است.